# Home (sång av Depeche Mode)
Home är en låt av den brittiska gruppen Depeche Mode. Det är gruppens trettiotredje singel och den tredje från albumet Ultra. Singeln släpptes den 16 juni 1997 och nådde som bäst 23:e plats på den brittiska singellistan.
"Home" är den tredje av Depeche Modes singlar med Martin Gore på sång. De andra två är "Somebody" och "A Question of Lust".
Musikvideon till "Home" regisserades av Steve Green.

## Utgåvor och låtförteckning
Samtliga låtar är komponerade av Martin Gore. 

### 12": Mute / 12Bong27 (UK)
1. "Home (Jedi Knights Remix (Drowning in Time))" (7:02)
2. "Home (Air "Around the Golf" Remix)" (3:57)
3. "Home (LFO Meant to Be)" (4:26)
4. "Home (Grantby Mix)" (4:39) (remixed by Dan Grigson)

### CD: Mute / CDBong27 (UK)
1. "Home" (5:46)
2. "Home (Air "Around the Golf" Remix)" (3:57)
3. "Home (LFO Meant to Be)" (4:26)
4. "Home (The Noodles & The Damage Done)" (6:36) (remixed by Skylab)

### CD: Mute / LCDBong27 (UK)
1. "Home (Jedi Knights Remix (Drowning in Time))" (7:02)
2. "Home (Grantby Mix)" (4:39)
3. "Barrel of a Gun (Live)" (6:02)
4. "It's No Good (Live)" (4:06)

### CD: Mute / CDBong27X (EU)
1. "Home" (5:46)
2. "Home (Air "Around the Golf" Remix)" (3:56)
3. "Home (LFO Meant to Be)" (4:26)
4. "Home (The Noodles & The Damage Done)" (6:36)
5. "Home (Jedi Knights Remix (Drowning in Time))" (7:01)
6. "Home (Grantby Mix)" (4:40)
7. "Barrel of a Gun (Live)" (6:02)
8. "It's No Good (Live)" (4:06)

### Promo 12": Mute / P12Bong27 (UK)
1. "Home (Jedi Knights Remix (Drowning in Time))" (7:02)
2. "Home (Air "Around the Golf" Remix)" (3:57)
3. "Home (LFO Meant to Be)" (4:26)
4. "Home (Grantby Mix)" (4:39) (remixed by Dan Grigson)

### Radio Promo CD: Mute / RCDBong27 (UK)
1. "Home (Radio Edit)" (3:59)
2. "Home (Album Version)" (5:50)

### CD-R: Tape-To-Tape / Bong 27 (UK)
1. "Home (Instrumental)" (3:59)

### CD: Reprise / PRO-CD-8855 (US)
1. "Home (Radio Edit)" (3:59)
2. "Home (Air "Around the Golf" Remix)" (3:56)

## "Home"/"Useless"
I november 1997 släpptes låtarna "Home" och "Useless" som en dubbel A-sidesingel i USA och Kanada. 
- Samtliga låtar är komponerade av Martin Gore.
- Martin Gore sjunger lead på "Home". Dave Gahan sjunger lead på "Useless"

### 7": Reprise / 7-17314 (US)
1. "Home" (5:46)
2. "Useless (CJ Bolland Ultrasonar Edit)" (4:06)

### CD: Reprise / 9 17314-2 (US)
1. "Home" (5:46)
2. "Home (Air "Around the Golf" Remix)" (3:58)
3. "Useless (CJ Bolland Ultrasonar Edit)" (4:06)

### CD: Reprise / 9 43906-2 (US)
1. "Home" (5:46)
2. "Home (Grantby Mix)" (4:38)
3. "Home (LFO Meant to Be)" (4:26)
4. "Home (The Noodles and The Damage Done)" (6:22)

1. "Useless (CJ Bolland Ultrasonar Mix)" (6:00)
2. "Useless (CJ Bolland Funky Sub Mix)" (5:38)
3. "Useless (Kruder + Dorfmeister Session™)" (9:10)
4. "Useless (Escape from Wherever: Parts 1 & 2)" (7:15)